# Stenonite
La stenonite è un minerale.